# أولاد بوشريفة (العرجان)
أولاد بوشريفة هو دُوَّار يقع بجماعة العرجان، إقليم بولمان، جهة فاس مكناس في المملكة المغربية. ينتمي الدوّار لمشيخة العرجان التي تضم 11 دوار. يقدر عدد سكانه بـ 271 نسمة حسب الإحصاء الرسمي للسكان والسكنى لسنة 2004.

## روابط خارجية
- البوابة الوطنية للجماعات الترابية
- المندوبية السامية للتخطيط